# طور غرب القوقاز
طور غرب القوقاز (الاسم العلمي: Capra caucasica) حيوان ثديي جبلي يشبه الظبي والماعز، متوطن في النصف الغربي من جبال القوقاز.

## اقرأ كذلك
- قائمة مزدوجات الأصابع حسب العدد